# Toyota Tundra
Toyota Tundra (яп. トヨタ の ツンドラ) — повнорозмірний пікап, що випускається Toyota Motor Corporation з 1999 року (як модель 2000-го модельного року), який замінив Toyota T100. Подібне за розмірами на T100, перше покоління Tundra було розраховано на експорт на американський ринок, тому модель має двигун V8, якого не було у T100.
Tundra, як перший повнорозмірний пікап імпортного виробництва, був номінований для нагороди North American Truck of the Year і був обраний Truck of the Year журналом Motor Trend у 2000-му і 2008-му роках.
У Tundra першого покоління було багато схожості зі старою Toyota T100 і менше з популярнішою Toyota Tacoma. Основна їхня схожість — це використання 3.4 літрового двигуна V6, який був «топовим» у лінійці двигунів у Tacoma і T100, і став основним двигуном для Tundra. Потім на Tundra як опція встановлювали 32-клапанний 4.7 літровий двигун V8, який в кінцевому підсумку став найбажанішим вибором у покупців. Перше покоління Tundra стало основою моделі, на якій був побудований повнорозмірний позашляховик Toyota Sequoia. Обидва автомобілі мають багато спільних запасних частин і аксесуарів, зокрема 4.7 літровий двигун V8, колеса, трансмісію і внутрішні компоненти.
Офіційних продажів Tundra в Україні не було і не планується.

## Перше покоління (2000–2006)

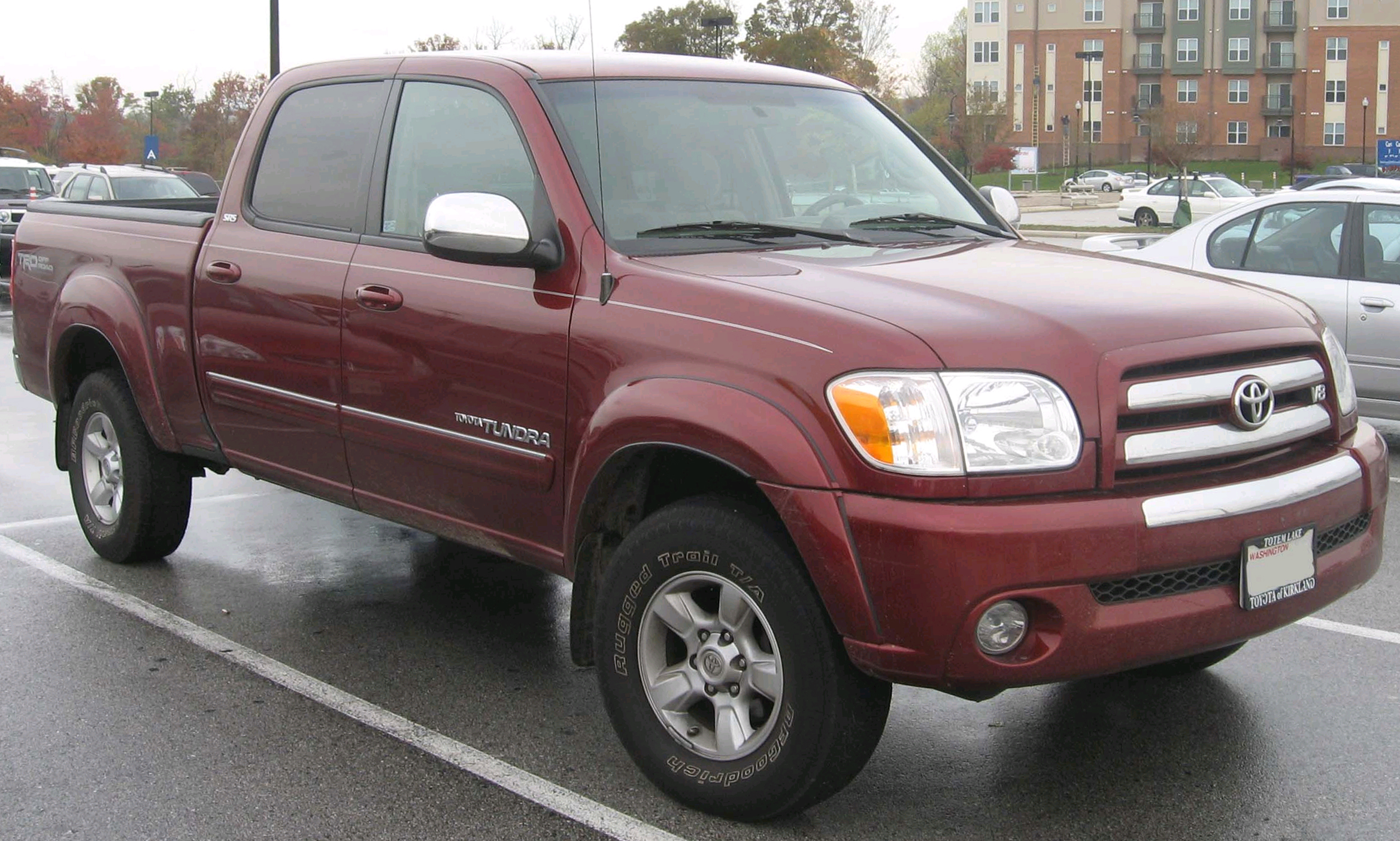
2003-2006 Toyota Tundra Double Cab SR5

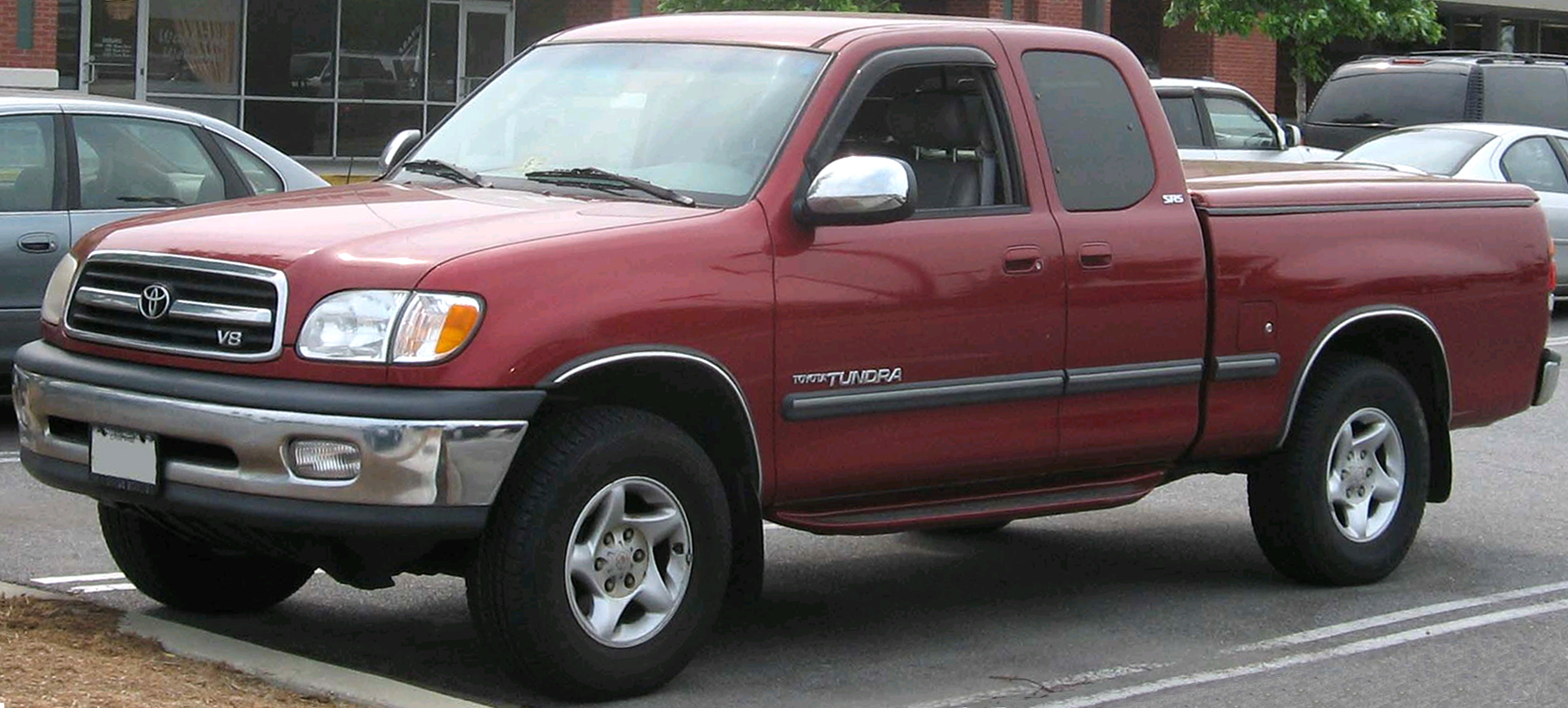
2000-2002 Toyota Tundra Extended Cab SR5

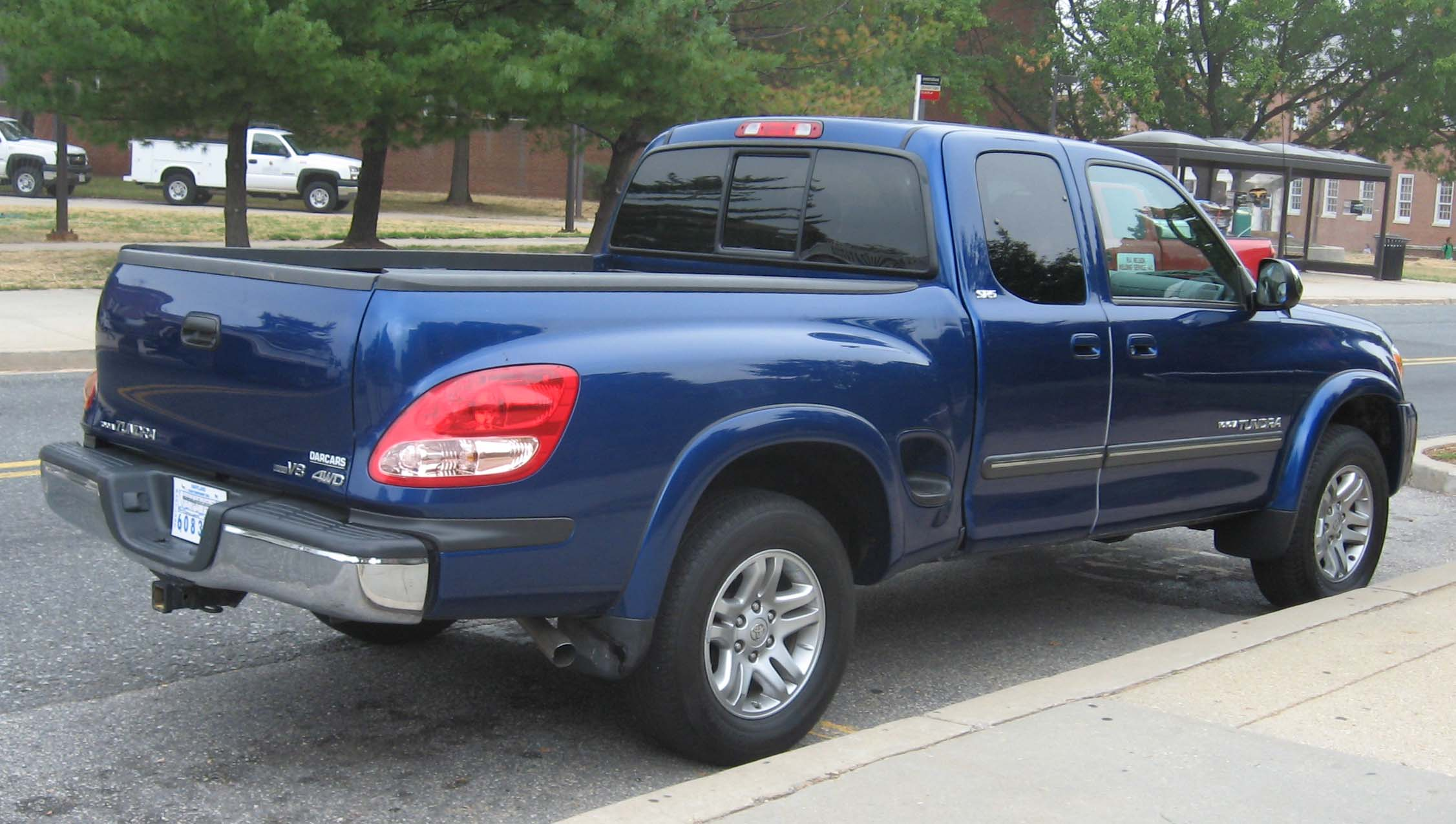
Toyota Tundra StepSide

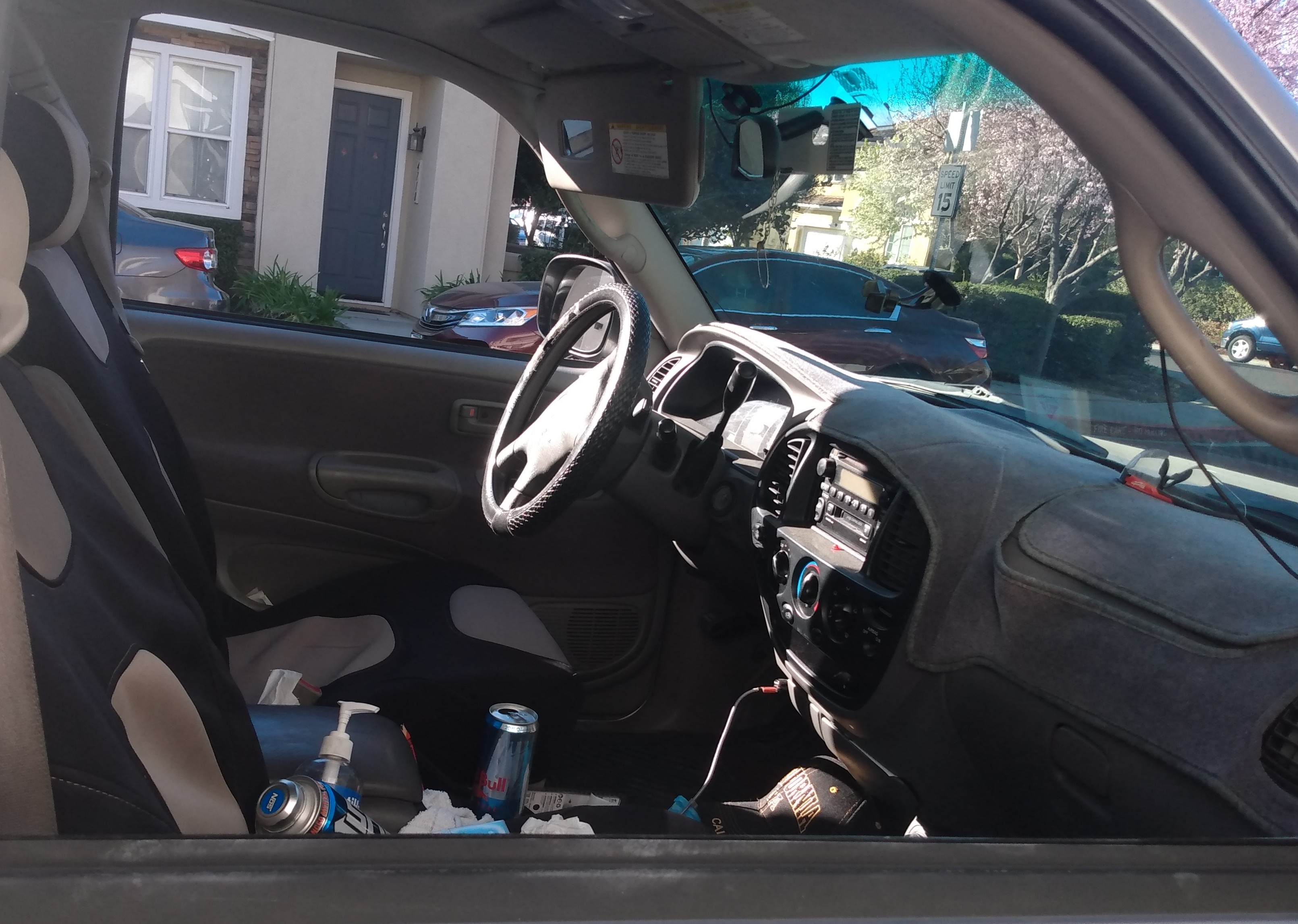

Була представлена в травні 1999 року, як модель 2000-го року, спочатку відома як T150s. Однак, Ford зауважив, що ця назва дуже схожа на назву лідера сегмента Ford F-150. Судовий процес змусив Toyota перейменувати автомобіль у Tundra (Toyota ніколи не стверджувала, що збирається використовувати назву T150 при виробництві).
Для Tundra пропонувалися 24-клапанний 3.4 літровий двигун V6 потужністю 190 к.с. (140  кВт) з обертовим моментом 298 Н · м і 32-клапанний 4.7 літровий двигун V8 потужністю 245 к.с. (183  кВт) з обертовим моментом 427 Н · м.

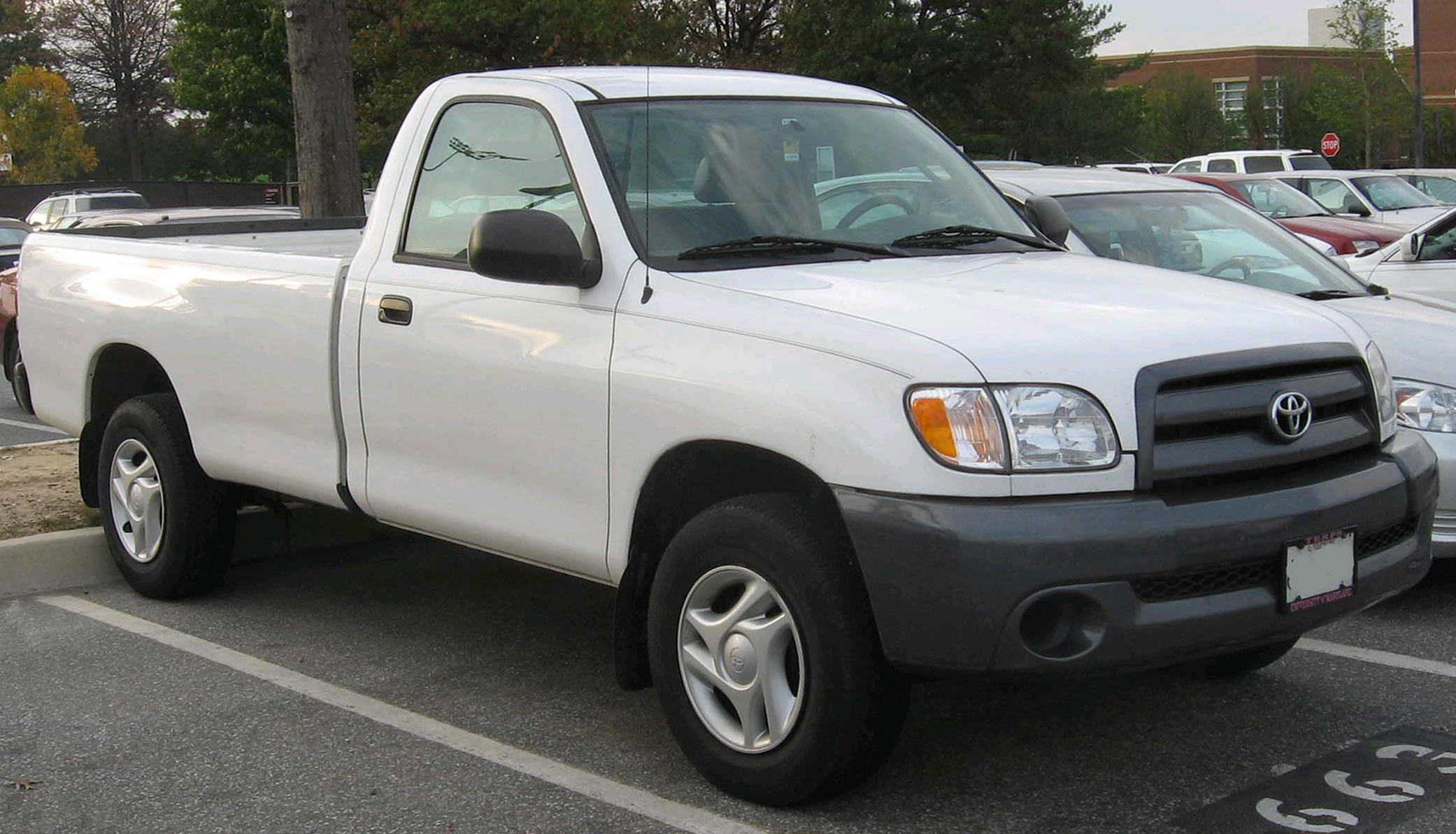
2003-2006 Toyota Tundra Regular Cab

 У 2005 році почали встановлювати нові двигуни: 4.0 літровий V6 потужністю 236 к.с. (176 кВт) з обертовим моментом 361 Н · м, а існуючий 4.7 літровий двигун V8 був оновлений з використанням технології Toyota зміни фаз газорозподілу VVT-i, після чого його потужність підвищилася до 271 к.с. (202 кВт) з обертовим моментом 424 Н · м. 5-ти ступінчаста  механічна коробка передач поступилася місцем 6-ти ступінчастою  механічної, а 5-ти ступінчаста  автоматична була замінена на 6-ти ступінчасту.
Toyota Tundra випускався з такими типами кузовів:
- Regular Cab — з одним рядом сидінь, 2 дверей.
- Access Cab — з двома рядами сидінь, 4 двері.
- Double Cab — варіант Access Cab зі збільшеною кабіною.

## Друге покоління (2007–2013)

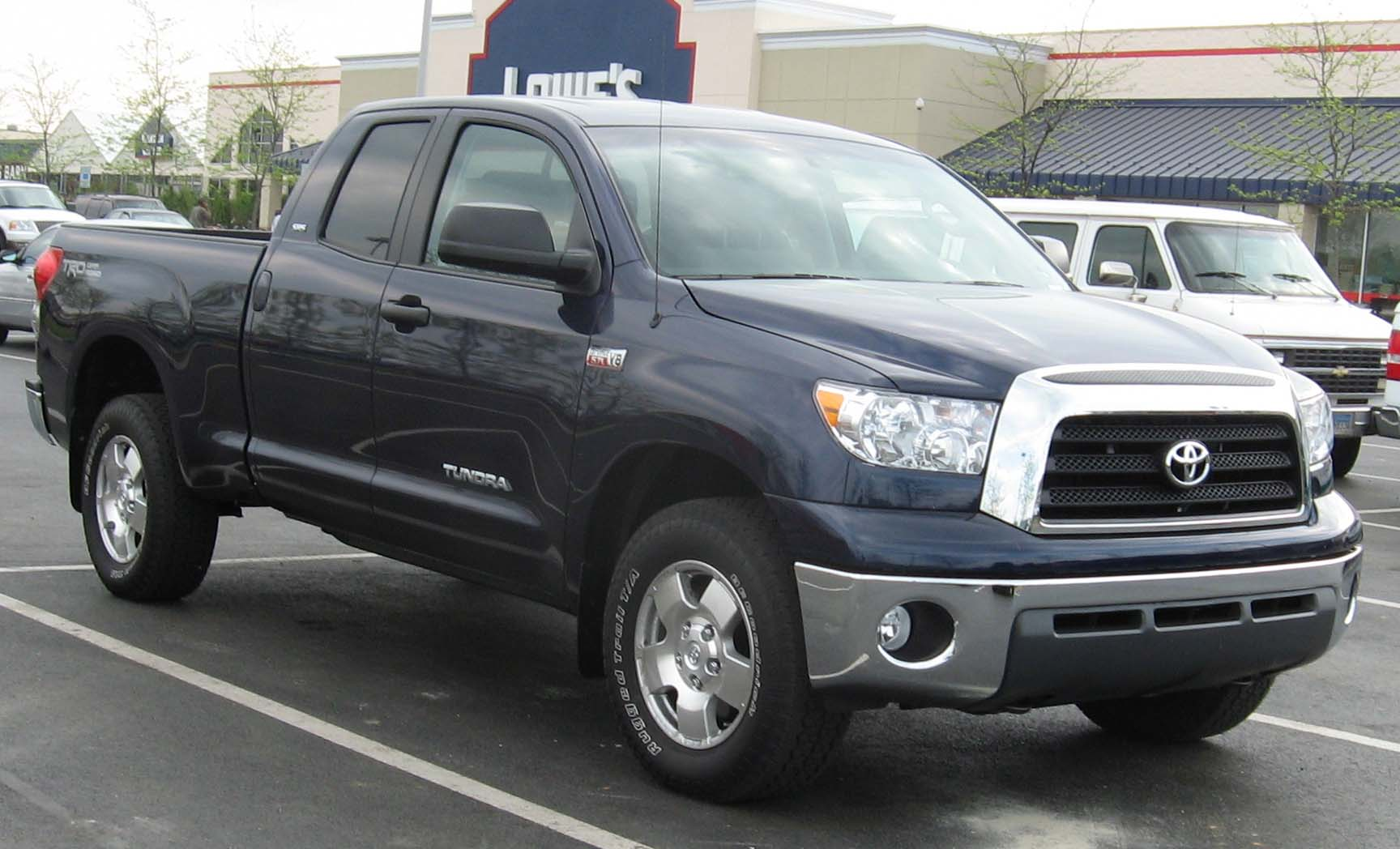
2007 Toyota Tundra Double Cab

Нова Tundra була представлена на Чиказькій автомобільній виставці в 2006 році. Вона взяла деякі риси свого молодшого брата Toyota Tacoma та концепт-кару Toyota FTX.
Друге покоління Tundra є з трьома двигунами. Новий 5.7 літровий V8 потужністю 381 к.с. (284  кВт) з обертовим моментом 544 Н · м, 4.7 літровий V8 потужністю 271 к.с. (202  кВт) з обертовим моментом 424 Н · м і 4.0 літровий V6 потужністю 236 к.с. (176  кВт) з обертовим моментом 361 Н · м.
Коли нова Tundra з'явилася в лютому 2007 року, вона була доступна в 31 конфігурації, які включали: 3 типи кабіни, 4 колісних бази, 3 двигуни і 2 коробки передач.

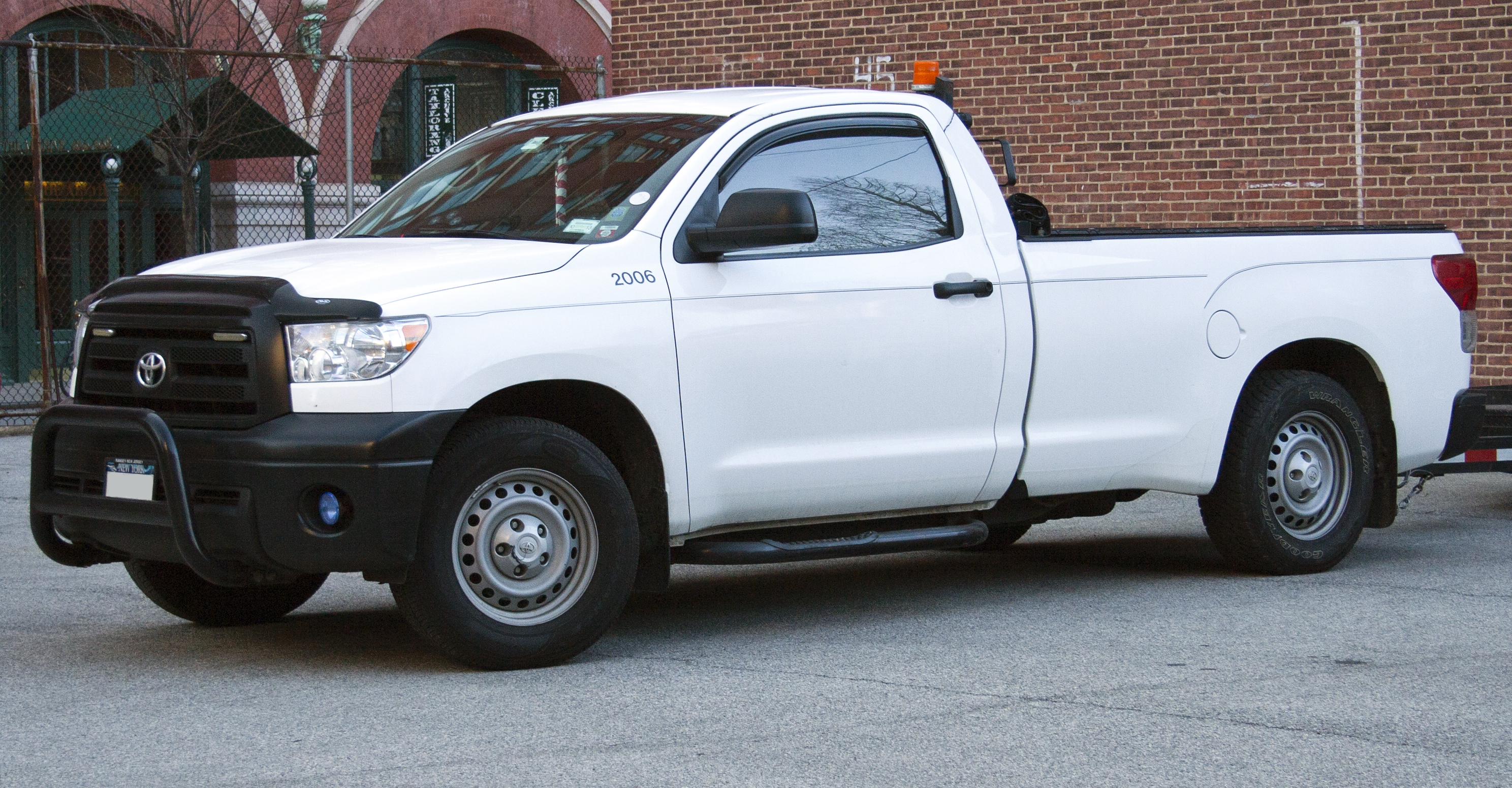
Toyota Tundra Regular Cab

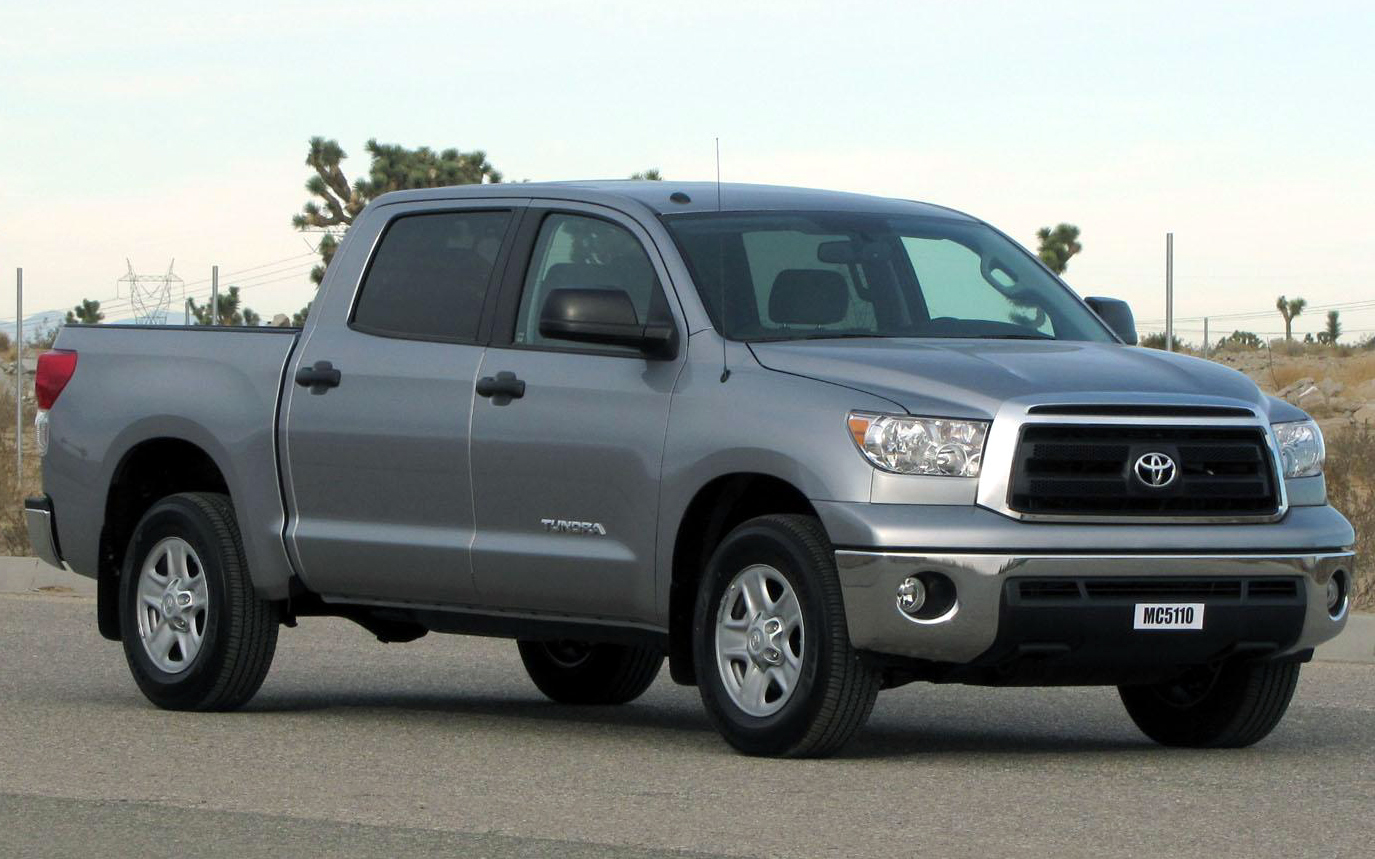
Toyota Tundra Crew Max

Toyota Tundra випускається з такими типами кузовів:
- Regular Cab — з одним рядом сидінь, 2 дверей.
- Regular Cab Long — варіант Regular Cab з подовженою вантажною платформою.
- Double Cab — з двома рядами сидінь, 4 двері.
- Double Cab Long — варіант Double Cab з подовженою вантажний платформою і збільшеною колісною базою.
- Crew Max — варіант Double Cab зі збільшеною кабіною й укороченої вантажною платформою.

Вантажна платформа може бути трьох видів, відмінних по довжині:
- Short (коротка)- з кузовом Crew Max.
- Standart (стандартна)- з кузовами Regular Cab і Double Cab.
- Long (довга)- з кузовом Regular Cab Long і Double Cab Long.

### Безпека
Зараз Toyota Tundra є єдиним повнорозмірним  пікапом, що отримав нагороду IIHS Top Safety Pick. Для того, щоб отримати цю нагороду, Tundra показала гарні результати при лобовому краш-тесті, набрала максимально можливий бал при бічному ударі(англ.), показала відмінні результати при ударі ззаду і має систему стабілізації в стандартній комплектації.
NHTSA дала для Tundra чотири зірки з п'яти можливих при лобовому краш-тесті для водія і пасажира. Чотири зірки дається автомобілю при ймовірності серйозного пошкодження від 11% до 20%, у той час як п'ять зірок дається, коли ймовірність серйозних травм 10% або менше.

### TRD supercharger
У червні 2008 року Toyota почала продавати комплект TRD supercharger для 5,7-літрового пікапа Tundra. Вихідна потужність компресорного двигуна збільшена до 504 к.с. (376 кВт) та 750 Нм крутного моменту. Коли установка здійснювалася дилером Toyota, існуюча гарантія залишалася.
Toyota Tundra TRD supercharger долає 1/4 милі за 13,3 сек розвивши 103,8 миль/год (167,0 км/год). Ця Тундра потребувала 4,4 секунди, щоб розігнатись з 0 до 60 миль/год.

### Дизельна Tundra
У вересні 2007 року Toyota Motor Corporation оголосила про плани випуску Tundra з  дизельним двигуном. Це було підтверджено в січні 2008 року на  Північноамериканському міжнародному автосалоні. Там президент Toyota Ватанабе заявив: «Я радий підтвердити, що нові чисті дизельні двигуни V8 будуть пропонуватися для Tundra і Sequoia в найближчому майбутньому».
Існує багато спекуляцій щодо того, яку роль гратиме нова дизельна Tundra. Журнали «Motor Trend» і «Car and Drive» повідомили, що Toyota буде випускати надміцну версію Tundra, розроблену як конкурент у класі 3/4-тонних вантажівок.
Як дизельний двигун для Tundra може бути використаний двигун об'ємом 4.5 літра, який встановлюється на деякі версії Toyota Land Cruiser.

### Гібридна Tundra (міркування)
Президент Toyota Ватанабе заявив, що він хотів би розвивати гібридну електричну версію Tundra. Тим не менш перед Toyota стоїть низка технічних проблем, які вона повинна подолати, перш ніж вивести такий автомобіль на ринок.
Згідно з японською газетою Nihon Keizai Shimbun, Toyota розглядає можливість розробки бензинової електричної гібридної Tundra, яка надійде в продаж у Північній Америці приблизно в 2010 році.
Toyota може також використовувати дизель-електричну гібридну систему для Tundra. У Японії легкі вантажівки Toyota Dyna та Hino Dutro, вироблені Toyota Motor Corporation, використовують дизель-електричну гібридну систему. Середня та важка вантажівка Hino Ranger, також може надати гібридну технологію для Tundra.
У 2008 році на Північноамериканському міжнародному автосалоні, президент Toyota USA Jim Lentz заявив, що «різні моделі потребують різних технологіях економії палива … там може бути кілька [моделей], де гібридні технології не має сенсу». Він далі сказав, що Tundra і нова Sequoia не будуть пропонуватися з гібридними двигунами в найближчому майбутньому, замість цих автомобілів буде можливість використання «чистого палива ефективних дизельних двигунів». У даний час, по всій видимості, Tundra Hybrid була відправлена назад на узгодження або повністю припинена.

## Третє покоління (2014-2021)

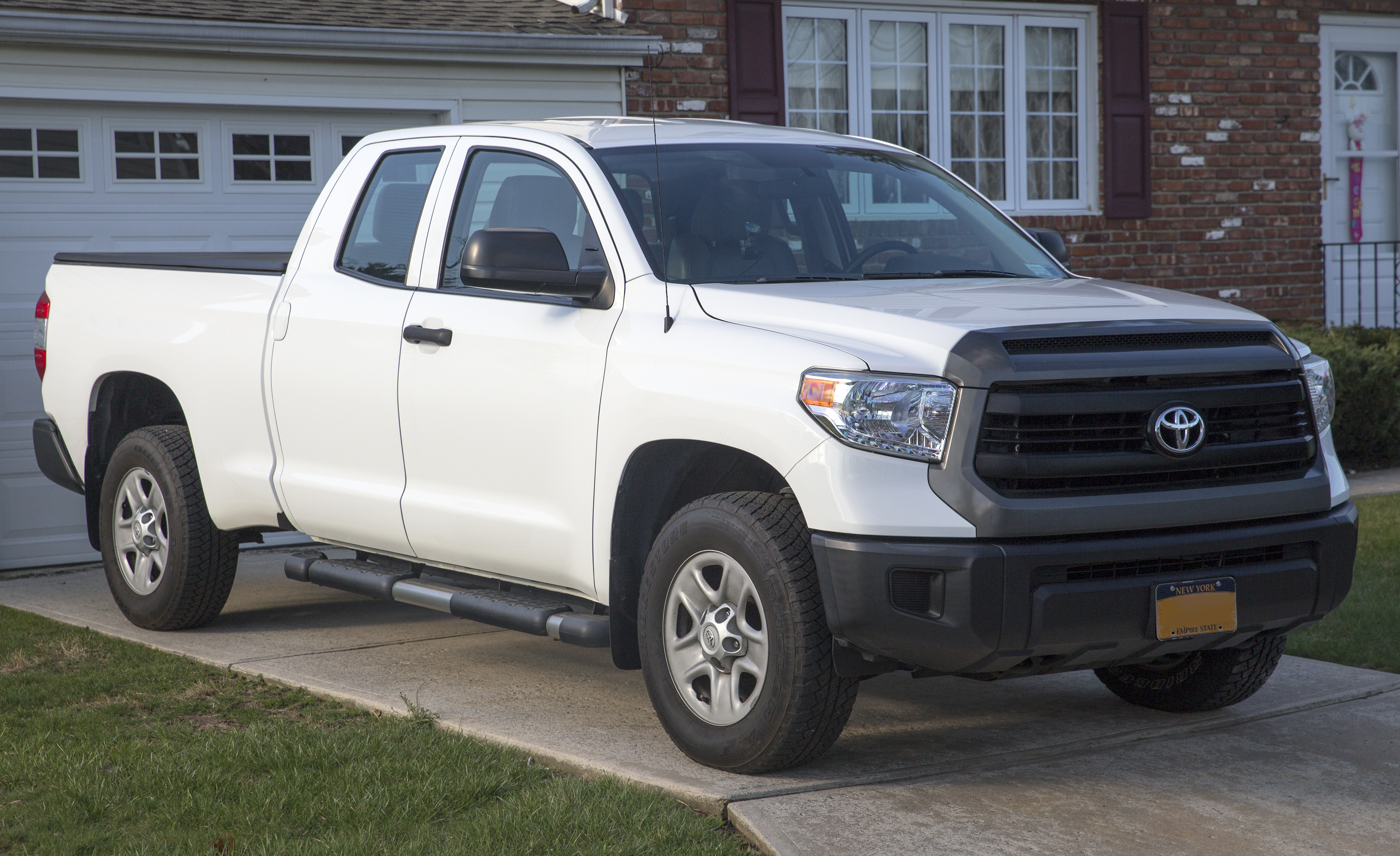
Toyota Tundra Double Cab

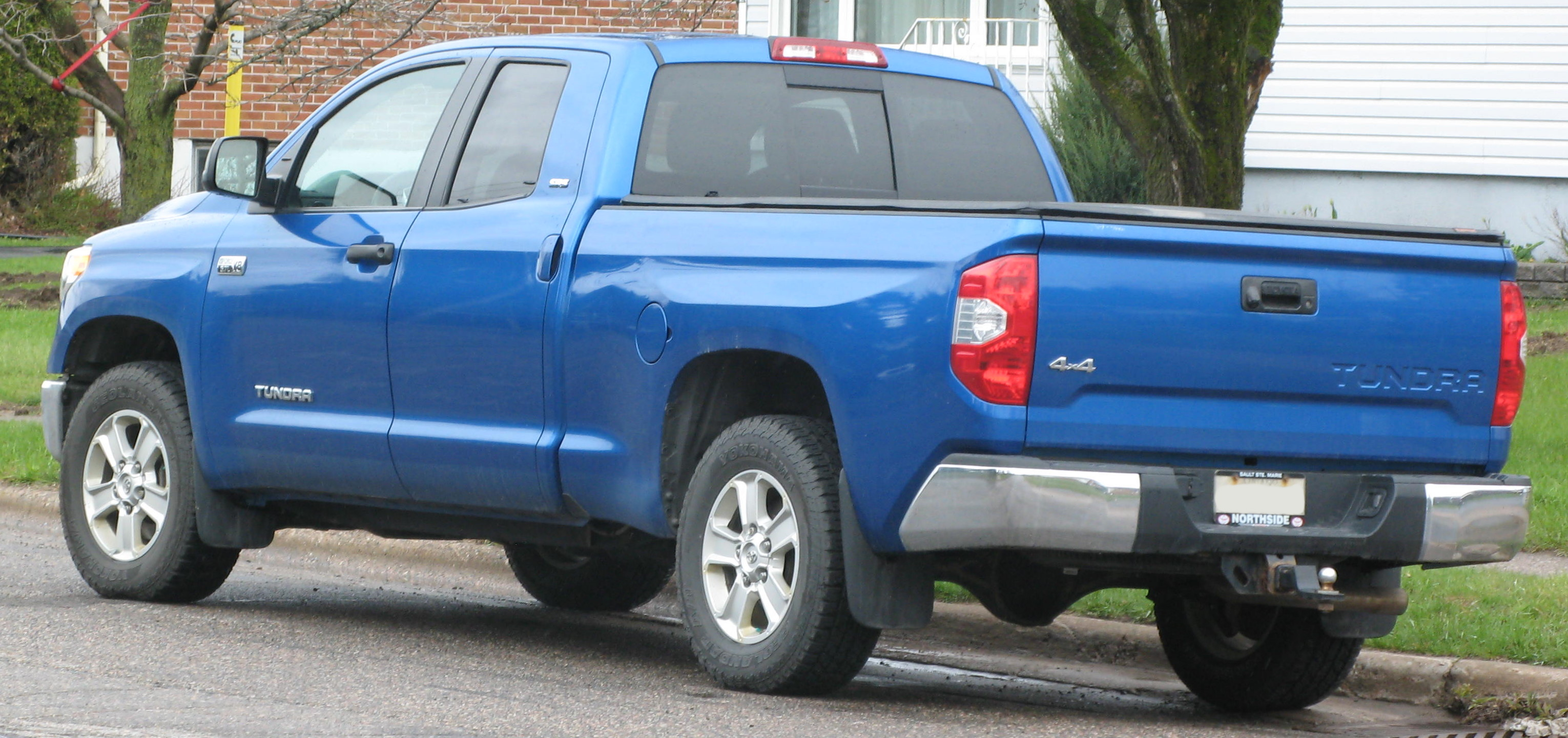

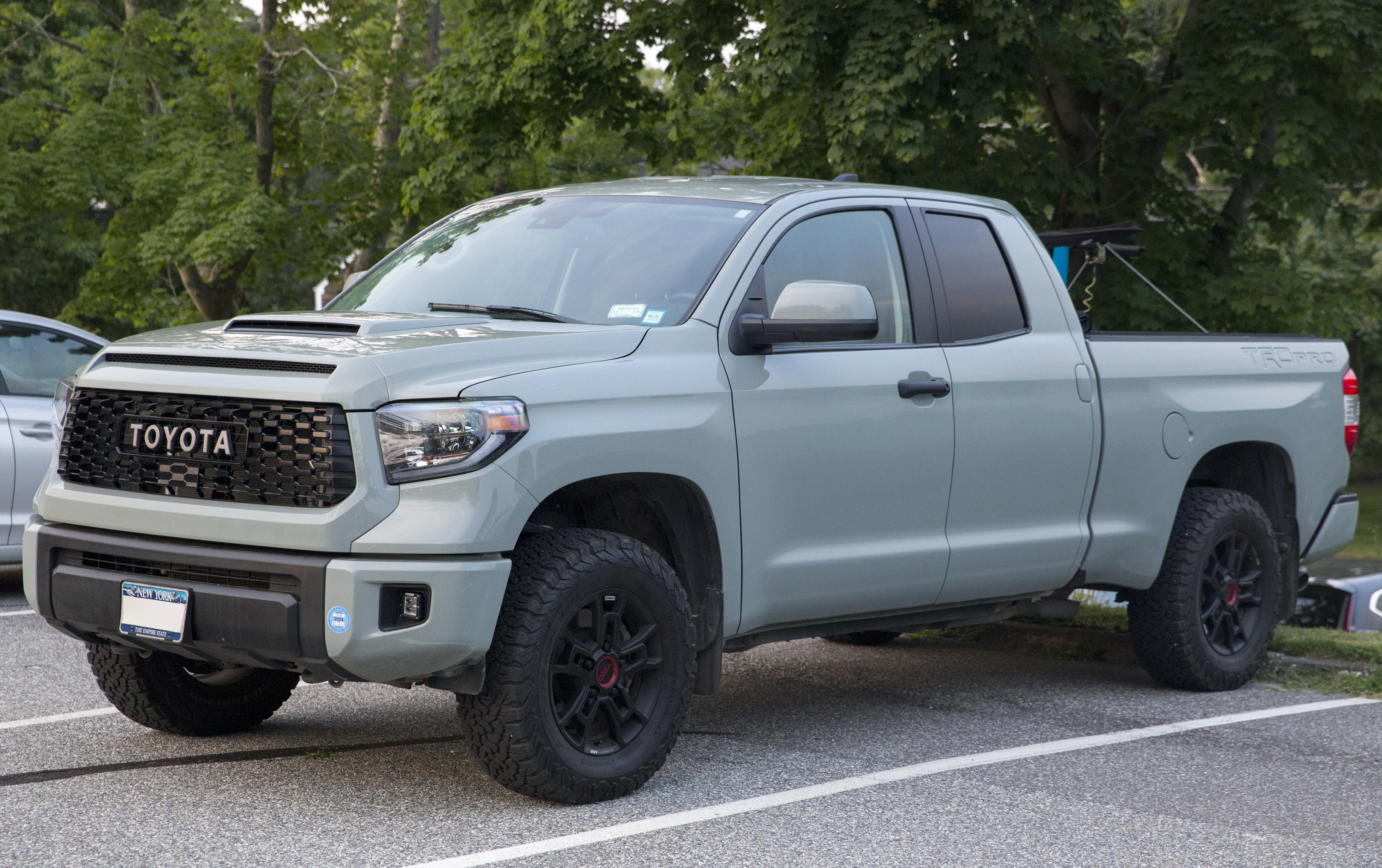
Toyota Tundra TRD Pro 5.7 V8

Нова Tundra була представлена на Чиказькій автомобільній виставці в 2013 році.
Нова Tundra доступна в конфігурації, які включають: 3 типи кабіни, 3 колісних бази, 4 двигуна і 2 коробки передач.
В 2015 році представлена нова модификація Toyota Tundra TRD Pro з двигуном 5.7 л V8 потужністю 381 к.с. 544 Нм, 6-ст. АКПП, заднім приводом з можливістю підключити передній міст, амортизаторами FOX Racing.

### Оновлення 2016
У 2016 році у моделях Limited, Platinum, 1794 і TRD Pro з’явиться 143.85-літровий бензобак, а моделі з 5.7-літровим двигуном V8 отримали перемикач гальм причепа. Моделі SR5 і 1794 були змінені спереду. Всі комплектації були доповнені аудіо системою «Entune». Пікап Toyota Tundra 2016 оснащений виключно двигунами V8. 4.6-літровий двигун V8 є стандартним для моделей нижчих комплектацій, у той час як 5.7-літровий двигун доступний в усіх моделях і стандартний у вищих комплектаціях. Обидва двигуна поєднуються з шестиступінчастою автоматичною коробкою передач. Двигуни використовують звичайне пальне. Максимальна буксирувальна здатність становить 4762 кг. До моделей, оснащених 5.7-літровим двигуном V8, можна додати перемикач гальм причепа.
У 2021 модельному році Toyota Tundra отримала два нових стилі кузова: Trail та Nightshade.

### Двигуни
- 3UR-FE / 3UR-FBE (FLEX FUEL) DUAL-VVT-i 5.7 літровий V8 потужністю 381 к.с. (284 кВт) з крутним моментом 544 Нм.
- 2UR-FE DUAL-VVT-i 4.6 літровий V8 потужністю 310 к.с. (228 кВт) з крутним моментом 444 Нм.
- 1GR-FE VVT-i 4.0 літровий V6 потужністю 236 к.с. (176 кВт) з крутним моментом 361 Нм.

## Четверте покоління (2021-теперішній час)

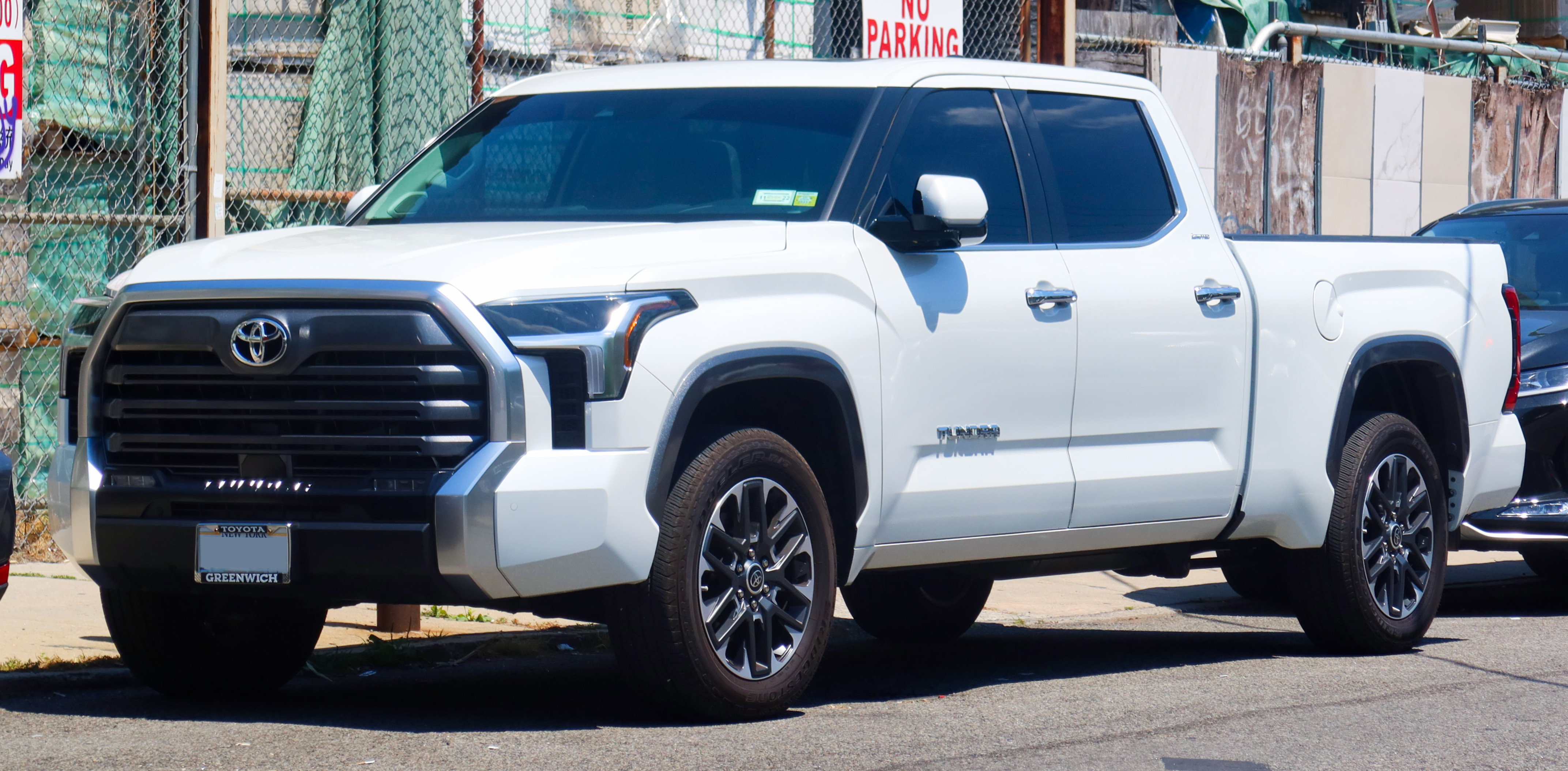
Toyota Tundra Limited

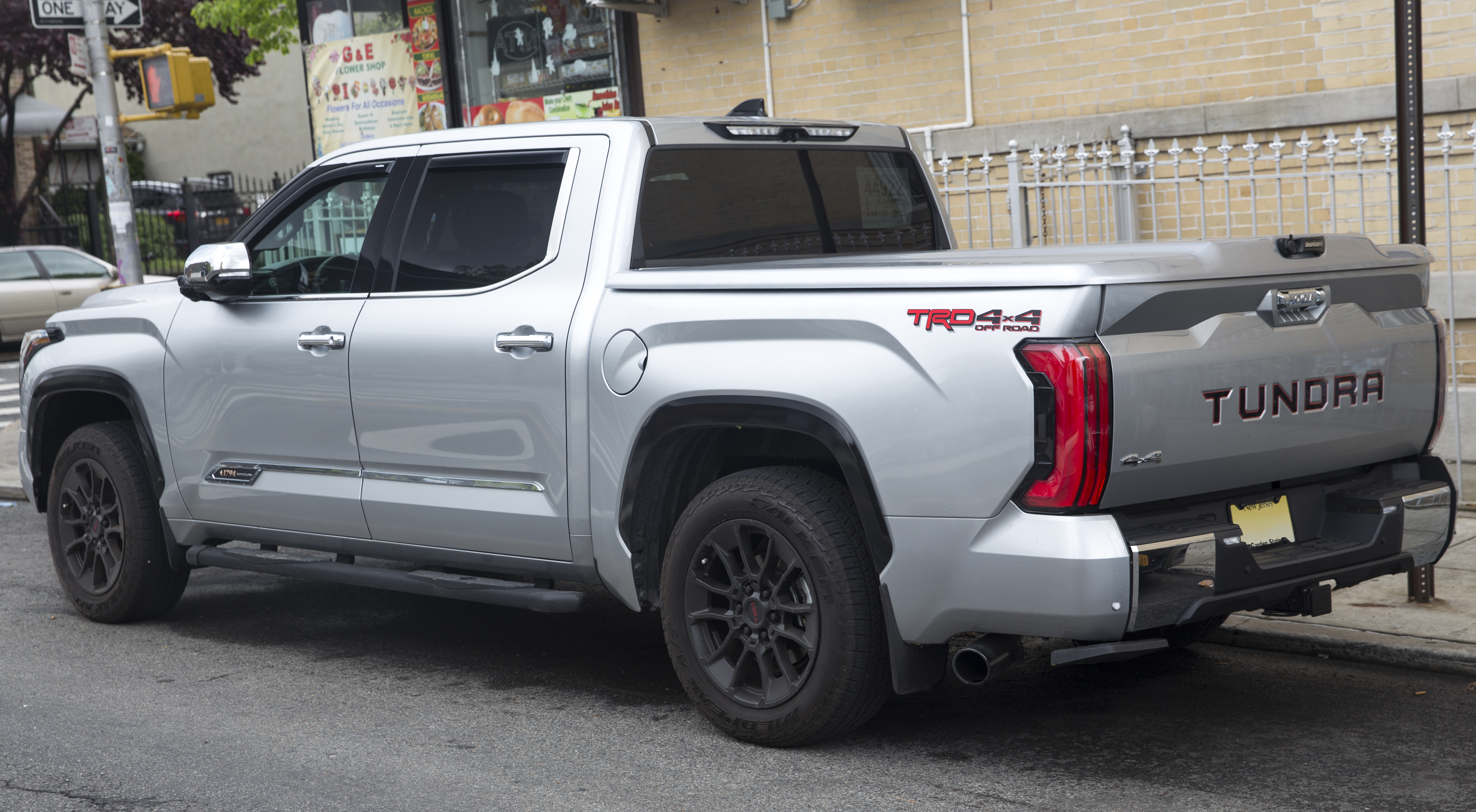

У червні 2021 року Toyota опублікувала перше офіційне зображення нового пікапа Tundra та ще й у виконанні TRD Pro. 

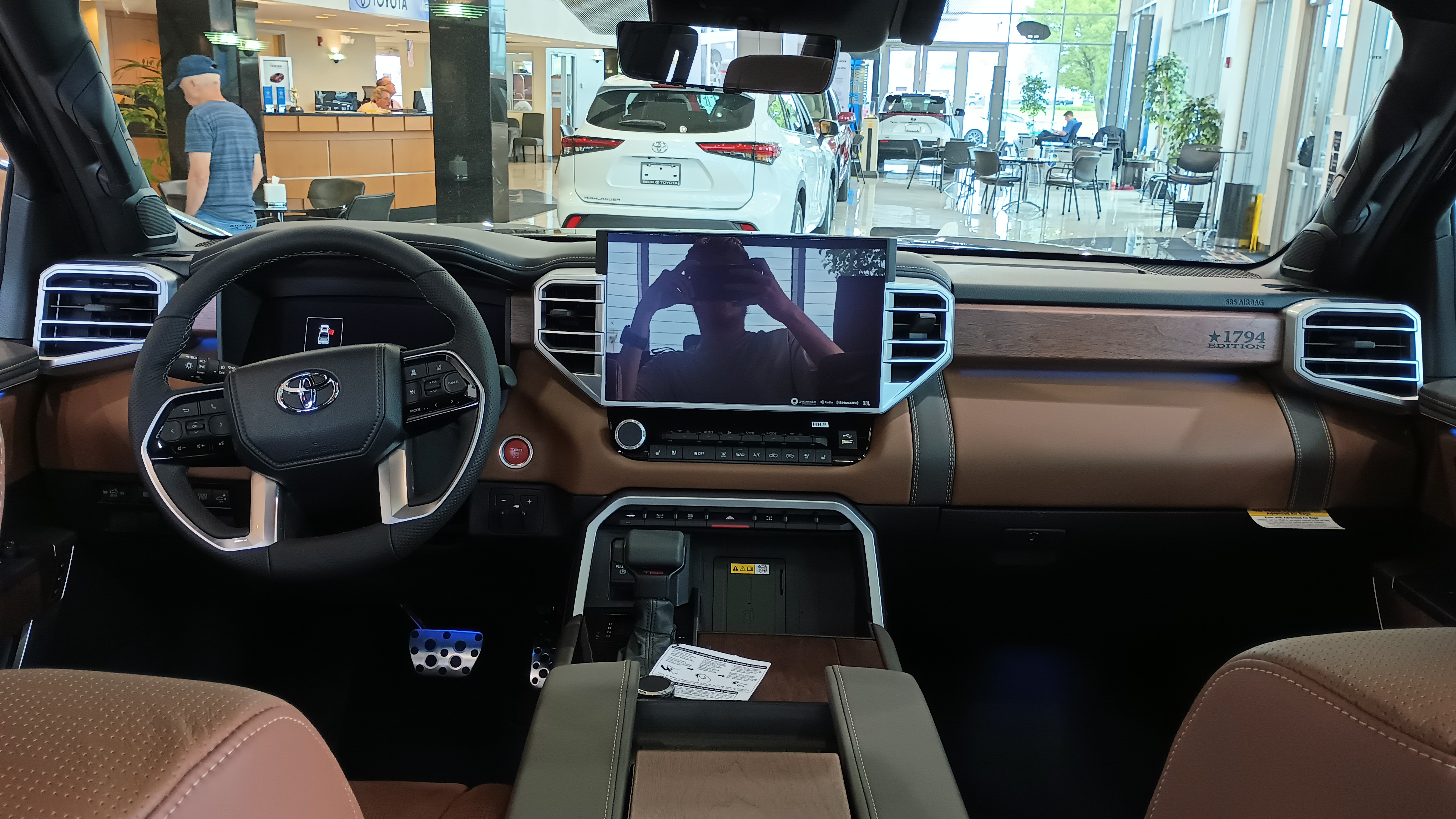

Дебют нової «Тундри» відбувся в вересні 2021 року. Пікап збудовано на новій платформі TNGA GA-F, що й новий Toyota Land Cruiser 300.

### Двигуни
- 3.4 L V35A-FTS twin-turbo V6 (VJA300) 353-395 к.с. 549-649 Нм (VXKA70/71/72/75/76/77)
- 3.4 L V35A-FTS twin-turbo hybrid V6 443 к.с. 790 Нм (VXKH70/71/75/76)

## Nascar

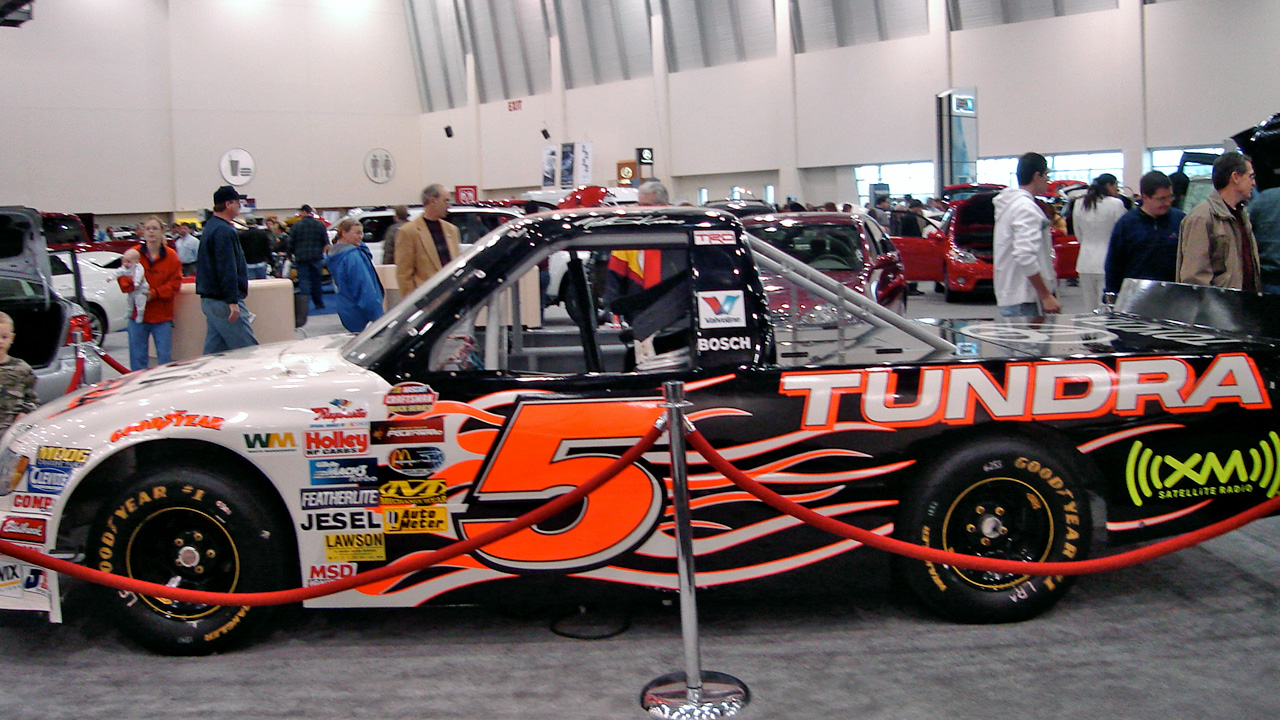
Mike Skinner's NASCAR truck

У 2004 році Tundra розпочала виступ у NASCAR Craftsman Truck Series. А 31 липня того ж року була завойована перша перемога на Michigan International Speedway. У 2006 році Tundra завоювала для Toyota першу перемогу в заліку виробників, вигравши 12 гонок з 25.

## Цікаві факти
- Toyota Tundra була обрана Вантажівкою Року журналом «Motor Trend» у 2000-му і 2008-му роках
- У листопаді 2007 року Tundra утримувала 10,19% ринку повнорозмірних пікапів, включаючи 3/4-тонні Dodge і GM
- Toyota Tundra — найбільш продаваний іноземний повнорозмірний пікап в класі 1/2-тонних вантажівок
- Компанія Toyota Motor надала для зйомок фільму «Термінатор 3: Повстання машин (Terminator 3: Rise of the Machines)» сім автомобілів «Toyota Tundra». Всі вони були розбиті під час зйомок.

## Продажі в США
| Рік  | Всього  |
| ---- | ------- |
| 2000 | 100,445 |
| 2001 | 108,863 |
| 2002 | 99,333  |
| 2003 | 101,316 |
| 2004 | 112,484 |
| 2005 | 126,529 |
| 2006 | 124,508 |
| 2007 | 196,555 |
| 2008 | 137,249 |
| 2009 | 79,385  |
| 2010 | 93,309  |
| 2011 | 82,908  |
| 2012 | 101,621 |
| 2013 | 112,732 |
| 2014 | 118,493 |
| 2015 | 118,880 |